# Quincunce

Quincunce ou quincôncio.

Escudo de Portugal, integrante do brasão de armas de Portugal.

Quincunce ou quincôncio (em latim: Quincunx) ou quina é a disposição geométrica de cinco elementos em que quatro deles formam um quadrilátero, normalmente um quadrado, e o quinto elemento está centrado no cruzamento das diagonais. A palavra provém do latim Quincunx: os romanos, cujo sistema aritmético era em parte duodecimal, utilizavam quincunx para referir uma partição de cinco duodécimos.
Também se designava quincunx uma moeda romana, cunhada entre 211 a.C. e 200 a.C., cujo valor equivalia precisamente a cinco doze-avos de um asse.

## Usos

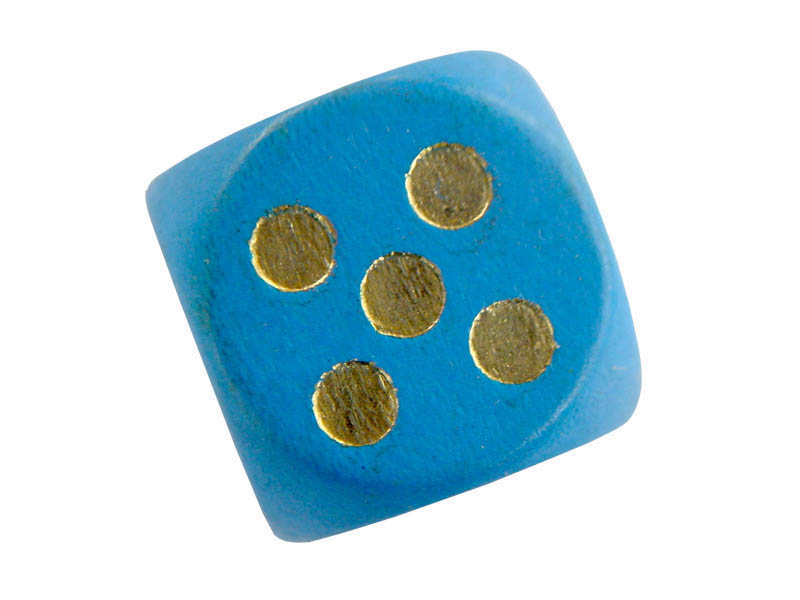
Os cinco pontos de um dado formam um quincunce.

- O quincunce é um padrão habitualmente usado em horticultura.[3]
- Nos dados e as peças de dominó, o número cinco é representado com cinco pontos em forma de quincunce.
- Em arquitetura, uma planta em quincunce é uma planta quadrada com uma torre central e quatro torres menores em cada uma das quatro esquinas, unidas por corredores.[4] Entre os exemplos mais famosos pode referir-se os templos de Angkor Vat (Camboja), construídos entre os séculos IX e XII.
- Em heráldica e na vexilologia, é comum os grupos de cinco elementos se organizarem em forma de quincunce: por exemplo, no brasão de armas de Portugal (que até recebe a alcunha de "escudo das quinas" ou na bandeira das Ilhas Salomão.
- Em informática o quincunce usa-se para trabalhar com alguns problemas gráficos como o aliasing.[5]
- Em literatura há diversas obras que se referem ao valor simbólico do quincunce.